# USS Callister
USS Callister ist die erste Folge der vierten Staffel und damit die insgesamt 14. Episode der britischen Science-Fiction-Fernsehserie Black Mirror. Die Folge handelt von Robert Daly, einem Programmierer, der ein äußerst erfolgreiches Virtual-Reality-Massively Multiplayer Online Role-Playing Game mitentwickelte, trotz seines Talents aber von seinen Kollegen gemieden und nicht sehr respektiert wird. Aus diesem Grund erschafft er digitale Klone von den anderen Mitarbeitern und fügt sie in eine Spiel-Mod ein, die seiner (Star Trek parodierenden) Lieblingsserie ähnelt. Dort quält er als Captain seine Crew. Während die anderen bereits abgestumpft sind und seine Launen mit vollkommener Gleichgültigkeit ertragen, ist der Klon von Nanette Cole, einer neuen Kollegin, fest dazu entschlossen, aus Dalys Simulation zu fliehen.
Aufgrund ihres für die Serie untypischen Humors, Anspielungen auf Star Trek, Leistungen der Schauspieler sowie ihrer filmähnlichen Atmosphäre wurde die Folge von Kritikern vielfach gelobt, obgleich einige Elemente der Handlung eher gemischt aufgenommen wurden. Zudem wurden bestimmte Wesenszüge des Protagonisten als eine Antwort auf Personen interpretiert, deren Verhalten zum Ausstrahlungszeitpunkt häufig in den Medien diskutiert wurde, unter anderem Internet-Trolle und Harvey Weinstein.
USS Callister erhielt im Jahr 2018 bei der Emmy-Verleihung vier Auszeichnungen bei insgesamt sieben Nominierungen.

## Handlung
Captain Robert Daly und seine Crew befinden sich an Bord ihres Raumschiffs, der USS Callister, als sie von ihrem Erzfeind Valdack angegriffen werden. Ihnen gelingt es zwar, Valdacks Schiff zu zerstören, allerdings lässt ihn Daly fliehen, um ihn weiterhin jagen zu können. Die Crew feiert ihren Erfolg, wobei Daly von allen weiblichen Teammitgliedern geküsst wird.
Es stellt sich heraus, dass dies nicht etwa real, sondern nur eine Szene aus einem Videospiel ist. Robert Daly ist eigentlich Chief Technical Officer und Mitgründer des Spieleentwicklers Callister Inc. James Walton, ein weiterer Mitgründer, ist der CEO des Unternehmens. Das erfolgreichste Produkt der Firma ist Infinity, ein MMORPG im VR-Format, in dem die Spieler ein Raumschiff steuern können. Das Einloggen erfolgt durch ein kleines Gerät, das an der Schläfe angebracht wird. Viele von Dalys Kollegen ignorieren ihn, seine Leistungen werden kaum gewürdigt. Hierbei ist auffällig, dass die betreffenden Mitarbeiter den Crewmitgliedern aus der Anfangssequenz sehr ähnlich sehen und auch dieselben Namen haben. Als Nanette Cole, eine neue Entwicklerin, Daly gerade für seine Programmier-Fähigkeiten loben will, wird sie von Walton unterbrochen, der im Gegensatz zu Daly sehr bestimmt auftritt und ihr kurzerhand eine Führung durch das Unternehmen anbietet.
Daly geht nach der Arbeit nach Hause und öffnet sogleich einen Infinity-Mod, in diesem ist die Spielumgebung seiner Lieblings-Fernsehserie Space Fleet nachempfunden. Daly, der in dieser modifizierten Version den Captain darstellt, beschimpft die Crew ständig wegen Lappalien und stranguliert regelmäßig Walton, der sich hier im völligen Gegensatz zu seinem Doppelgänger in der Realität sehr unterwürfig verhält.
Shania Lowry, eine weitere Angestellte, rät Cole am darauffolgenden Tag, sich vor Daly in Acht zu nehmen. Dieser bekommt ihr Gespräch zufällig mit und nimmt sich in Coles Büro heimlich einen von ihr weggeworfenen Kaffeebecher, um an ihre DNA zu gelangen. Cole kommt einige Zeit später an Bord der USS Callister sichtlich verwirrt und beunruhigt zu sich. Lowry erklärt ihr, dass alle Anwesenden digitale Klone des Mitarbeiterstabs von Callister Inc. sind. Cole versucht zunächst vergebens, von dem Schiff zu fliehen. Anschließend weigert sie sich, Dalys Befehlen zu folgen. Daraufhin entfernt er ihren Mund und ihre Nase, was sie am Atmen hindert und schließlich zur Fügung zwingt. Von Walton erfährt sie, dass die Klone weder Genitalien noch Ani besitzen und daher keinen Geschlechtsverkehr haben können. Sie sind auch nicht in der Lage zu schlafen, sie sterben zwar gelegentlich, werden danach aber in der Regel sofort durch Daly und seine DNA-Proben „wiederbelebt“, weswegen sie für alle Ewigkeit in der Simulation festsitzen.
Auf ihrer nächsten Mission gelingt es der Crew, Valdack gefangen zu nehmen, Captain Daly verletzt ihn zwar durch einen Schuss, lässt ihn aber am Leben, um ihn leiden zu lassen. Als Daly das Spiel kurz verlässt, schickt Cole per E-Mail eine Botschaft an ihr Pendant in der Realität. Die reale Cole versteht diese nicht und fragt Daly um Rat, der behauptet, es handle sich lediglich um eine Spam-Mail. Er loggt sich wieder in Infinity ein und unterzieht als Captain Daly alle Teammitglieder einem Verhör. Cole gesteht schließlich ihr Vergehen; bevor Captain Daly sie bestraft, wird sie von Lowry verteidigt. Der Captain verschont Cole und verwandelt Lowry dafür in ein Arachnajax, ein spinnenartiges Tentakel-Ungeheuer, und lässt sie einsperren. Er loggt sich wenig später erneut aus, was Cole nutzt, um ihre Umgebung zu erkunden. Sie findet heraus, dass ein vermeintliches Wurmloch eigentlich ein Uplink für ein Infinity-Update ist. Sie kommt zu dem Schluss, dass die Crew zwar durch dieses Loch fliehen könnte, höchstwahrscheinlich aber von einer Firewall abgefangen und zerstört werden würde. Allerdings einigen sich fast alle Klone darauf, dass dies immer noch besser wäre, als Captain Dalys Tyrannei weiterhin zu ertragen. Cole fällt auf, dass Walton kaum zur Problemlösung beiträgt und eine Flucht für sinnlos hält. Als sie ihn darauf anspricht, gesteht er, dass Daly in der Realität DNA von seinem Sohn Tommy entwendet und einen Klon von ihm in das Spiel eingebaut hat. Diesen Klon hat Daly aus dem Schiff geworfen und somit durch Dekompression getötet, um Walton für seinen Ungehorsam zu bestrafen. Cole verspricht Walton, in der Realität den Lutscher zu zerstören, auf dem sich Tommys DNA befindet, weswegen Walton den anderen Crewmitgliedern seine Unterstützung zusagt.
Daly betritt wieder das Spiel, woraufhin Cole ihn überredet, zu zweit auf den Planeten Skillane IV zu fliegen. Sie entkleidet sich dort bis auf ihre Unterwäsche und steigt in einen See, Captain Daly folgt ihr nach kurzem Zögern. Während er abgelenkt ist, teleportiert das restliche Team, das auf der Callister zurückgeblieben ist, Captain Dalys Omnicorder, mit dem er alles steuert, auf ihr Schiff. Mithilfe des Geräts greifen sie auf PhotoCloud, einen Foto-Sharing-Dienst, zurück. Sie entdecken dort freizügige Bilder der realen Cole. Mit diesen erpressen sie sie und zwingen sie, eine Pizza zu bestellen, diese zu Dalys Wohnung liefern zu lassen und sich in der Nähe zu verstecken. Als der Pizzabote an Dalys Tür klingelt, verlässt letzterer sein Arbeitszimmer, woraufhin Cole von den Klonen angewiesen wird, bei ihm einzubrechen und seine DNA-Proben zu stehlen, was ihr auch gelingt. Danach wird Coles Klon im Spiel wieder auf die Callister gebeamt, das Team bereitet sich auf die Flucht vor.
Nachdem Daly den Pizzaboten sehr grob abgewimmelt hat und sich wieder zu seinem Computer begibt, bemerkt er das Verschwinden seiner DNA-Proben und wird Zeuge der Flucht, die er nun unter allen Umständen verhindern will. Er verfolgt seine Crew mit dem Zweitschiff durch einen Asteroidengürtel, wodurch der Rückstoßantrieb der Callister schwer beschädigt wird. Walton meldet sich freiwillig und repariert den Antrieb, es kommt zu einer Konfrontation mit Captain Daly. Walton scheint sich zunächst für sein respektloses Verhalten gegenüber Daly in der Realität zu entschuldigen, beleidigt ihn dann aber, weil er den Klon seines Sohnes getötet hat. Walton wird zwar durch den funktionstüchtigen Antrieb verbrannt, die Crew schafft es dafür, durch das Wurmloch zu entkommen, Captain Daly bleibt zurück.
Die Crew, die kurzzeitig bewusstlos war, stellt erfreut fest, dass sie den Sprung durch das Loch überlebt hat und sich nun im unmodifizierten Infinity befindet, bei ihnen sind auch die wieder normal aussehende Lowry und Valdack. Die Firewall hat Dalys Mod registriert und löscht diesen langsam, der reale Daly kann sich aus seiner Version nicht ausloggen und verfällt in einen Hirntod-ähnlichen Zustand. Die Crew reist währenddessen nach einer Begegnung mit dem genervten Benutzer Gamer691 unter der Leitung von Cole durch die Spiel-Welt weiter.

## Produktion

### Entstehung
Charlie Brooker, der Serienerfinder, schrieb das Drehbuch der Folge zusammen mit William Bridges, die beiden hatten bereits die dritte Episode der dritten Staffel Shut Up and Dance (deutscher Titel Mach, was wir sagen) gemeinsam verfasst. Laut Brooker kam ihm während der Dreharbeiten zu Playtest (deutscher Titel Erlebnishunger), der zweiten Episode der dritten Staffel, die Idee, eine Black Mirror-Version eines Weltraumepos („a Black Mirror version of a space epic“) zu kreieren, da bis zu diesem Zeitpunkt noch keine Folge der Serie das Thema Weltall behandelt hatte.
Ursprünglich sollte Daly auch in der Realität als unsympathisch dargestellt werden, dies wurde geändert, damit der Überraschungseffekt in der Szene, in der der virtuelle Robert Daly den Klon von James Walton würgt, vergrößert wird. Laut Brooker wird der reale Daly wahrscheinlich verhungern, da sich alle Mitarbeiter im Weihnachtsurlaub befinden und er ein „Do Not Disturb“-Schild an der Tür seines Arbeitszimmers angebracht hat, weswegen niemand nach ihm suchen wird. Der Episodenregisseur Toby Haynes wollte zunächst die Einstellung des völlig handlungsunfähigen Robert Daly als Schlusssequenz verwenden und war skeptisch, als Charlie Brooker ihm vorschlug, die Episode mit der Szene zu beenden, in der die Crew im unmodifiziertem Infinity-Spiel unterwegs ist. Allerdings konnte er Haynes schließlich umstimmen und sagte ihm, dass nicht alle Folgen von Black Mirror ein unglückliches Ende haben müssten.
In einem Interview verglich Charlie Brooker USS Callister mit San Junipero, der vierten Folge der dritten Staffel. Beide Episoden seien dazu gedacht, das Verständnis der Zuschauer von Black Mirror „auf den Kopf“ zu stellen und das Themenspektrum der Serie zu erweitern. Deshalb erhalte USS Callister auch humorvolle Momente, die man von der Serie vielleicht nicht erwarte.
Im August 2018 gaben Charlie Brooker und Annabel Jones, ein Executive Producer der Serie, bekannt, dass eine eventuelle Fortsetzung einer Episode wahrscheinlich auf USS Callister basieren würde. Die Folge sei diesbezüglich ideal, da sich die Charaktere „in einem Universum voller Möglichkeiten“ befänden und es zudem „am Ende einige unbeantwortete Fragen“ gegeben habe.

### Inspirationen

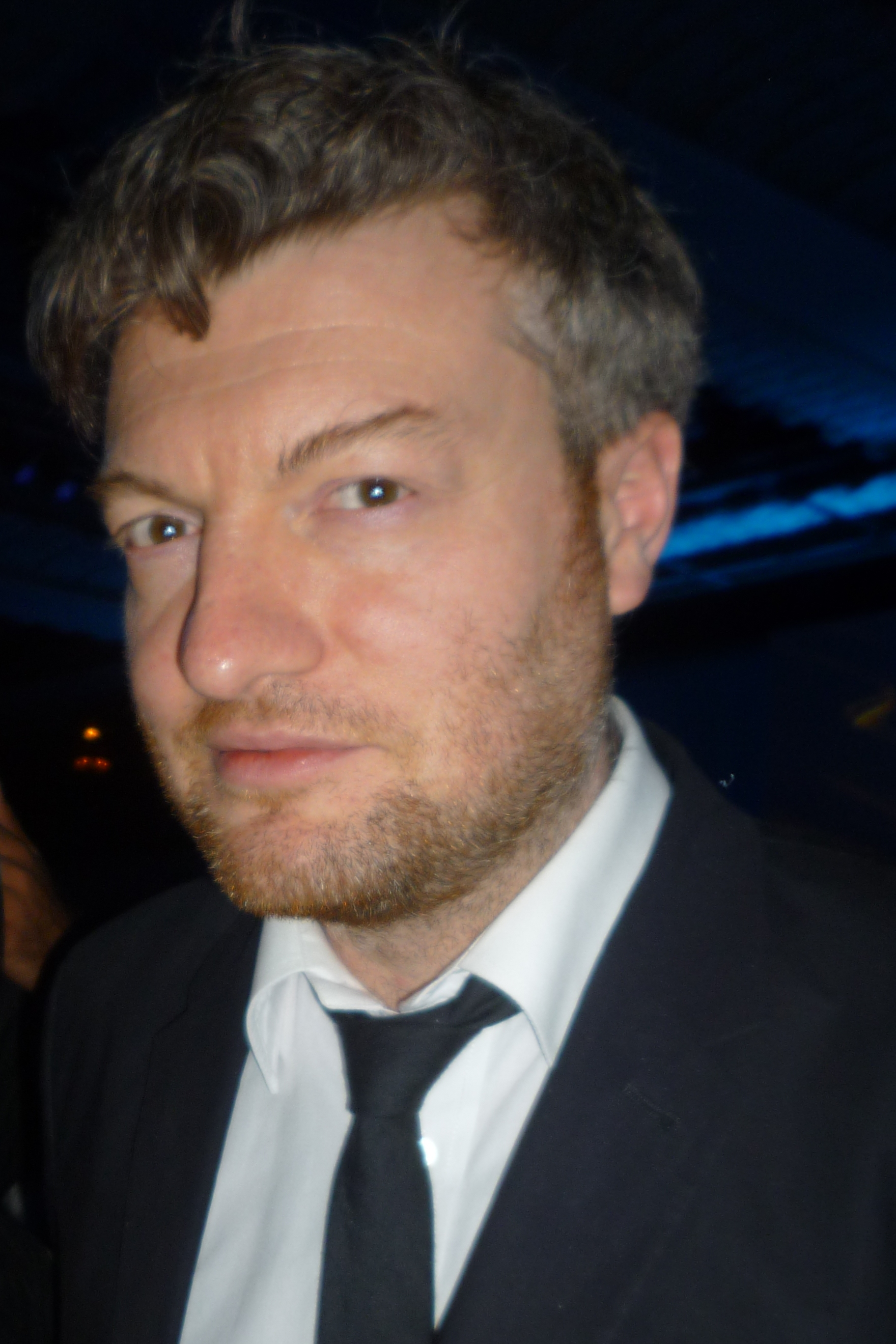
Brooker bediente sich beim Schreiben des Drehbuchs Elemente mehrerer Science-Fiction-Werke, unter anderem The Twilight Zone und Galaxy Quest.

Brooker ließ sich nach eigener Aussage beim Schreiben der Episode zunächst von It’s a Good Life inspirieren, die er als „überaus schaurig“ bezeichnete. It’s a Good Life (deutscher Titel Die lächelnde Stadt) ist die achte Folge der dritten Staffel der US-amerikanischen Fernsehserie Twilight Zone, in der es um einen sechsjährigen Jungen namens Anthony geht. Er hat außergewöhnliche mentale Fähigkeiten, so ist er beispielsweise in der Lage, Gedanken zu lesen und die Umwelt nach Belieben zu beeinflussen. Diese Fähigkeiten benutzt er hauptsächlich, um die anderen Stadtbewohner dazu zu bringen, sich nach seinem Willen zu verhalten. Eine weitere Inspirationsquelle Brookers stellte Playtime Fontayne, eine Figur aus der britischen Comicreihe Viz dar, die sich an Erwachsene richtet. Playtime Fontayne ist ein mittelalter Mann, der andere Erwachsene regelmäßig dazu zwingt, bei kindischen Spielen mitzumachen. Zudem sagte Brooker in einem Interview im Oktober 2016, dass ihm beim Spielen von No Man’s Sky die Idee kam, eine Episode zu verfassen, in der eine „Welt per prozeduraler Synthese erschaffen“ wird. Laut Brooker basiert die Hauptfigur Robert Daly sowohl auf Kim Jong-un, da „jeder lächelt und applaudiert, wann immer er einen Wortwitz macht, weil sich alle vor ihm fürchten“ als auch auf Personen, die unzufrieden sind und deswegen ins Internet gehen, um sich dort abzureagieren („someone going online and venting“).
Brooker sagte in einem Interview mit dem The Hollywood Reporter, dass die Dreharbeiten von der Amtseinführung Donald Trumps beeinflusst wurden, die zeitgleich stattfand. Die Beteiligten hätten deswegen Donald Trump im Kopf gehabt, weshalb wohl auch das Thema Belästigung am Arbeitsplatz mit in die Handlung geflossen sei.

### Besetzung
| Figur              | Darsteller        | Deutscher Sprecher |
| ------------------ | ----------------- | ------------------ |
| Robert Daly        | Jesse Plemons     | Frank Röth         |
| Nanette Cole       | Cristin Milioti   | Marie Bierstedt    |
| James Walton       | Jimmi Simpson     | Thomas Petruo      |
| Shania Lowry       | Michaela Coel     | Dana Friedrich     |
| Valdack            | Billy Magnussen   | Sven Brieger       |
| Elena Tulaska      | Milanka Brooks    | Nina Herting       |
| Nate Packer        | Osy Ikhile        | Dennis Schmidt-Foß |
| Kabir Dudani       | Paul G. Raymond   | Asad Schwarz       |
| Pizzabote          | Hammed Animashaun |                    |
| Tommy              | Tom Mulheron      | Nikita Steinert    |
| Gamer 691 (Stimme) | Aaron Paul        | Robert Glatzeder   |

Laut Toby Haynes war Jesse Plemons die erste und einzige Wahl für die Rolle des Robert Daly, deshalb wurden die anderen Rollen mit Schauspielern besetzt, die nach Ansicht der Produzenten gut zu Plemons passten. Cristin Milioti, die Nanette Cole verkörpert, sagte ihr Mitwirken an der Folge zu, obwohl sie nur einige Seiten des Skripts gelesen hatte. Ihr gefiele an Nanette, dass sie gegen Daly ankämpfe, der ein kleinkarierter, frauenfeindlicher Mobber („a small-minded, misogynist bully“) sei. Jimmi Simpson, der Walton darstellt, litt während des Hauptteils der Dreharbeiten unter einer schweren Grippe und verlor krankheitsbedingt an Gewicht, allerdings sei dies laut Simpson sogar von Vorteil gewesen, da durch sein angeschlagenes Äußeres in der Infinity-Welt der starke Kontrast zwischen dem realen und virtuellen Walton hervorgehoben worden sei. Plemons’ Verlobte Kirsten Dunst ist in einer Szene am Anfang kurz im Hintergrund zu sehen, zudem hat Aaron Paul am Ende der Episode einen Cameo-Auftritt als gereizter Spieler. Für die reine Sprechrolle verwendete er auf Vorschlag von Brooker die Stimme seiner Figur Jesse Pinkman aus Breaking Bad.

### Dreharbeiten
Die Dreharbeiten starteten im Januar 2017 und dauerten insgesamt 20 Tage. Um die Zuschauer besser verstehen zu lassen, welche Sequenzen sich virtuell und welche sich in der Realität abspielen, ließ Haynes die Spielszenen mit einer fest stehenden Kamera drehen, die in der Realität mit einer Wackelkamera. Die meisten Szenen wurden in Großbritannien gedreht, Schauplatz der interplanetaren Sequenzen waren die Kanarischen Inseln.
Ursprünglich sollten die Planeten, auf denen die Crew reist, einem Dschungel sowie einer Höhle, ähnlich der Indiana-Jones-Filme, nachempfunden sein. Allerdings sei das Budget laut Stephan Pehrsson, dem Kameramann der Episode, hierfür nicht ausreichend gewesen, stattdessen hätten die Drehbuchautoren den Handlungsort der betreffenden Stellen in eine Vulkan-artige Gegend umgeschrieben. Beide Szenen wurden auf Lanzarote gedreht, die erste in einer Krater-ähnlichen Umgebung, auf die roter Sand aus einem nahegelegenen Steinbruch gestreut wurde. Die zweite wurde an einem See gedreht, an dessen Ufer sich schwarzer Sand befand, was laut Pehrsson „originell und fremd“ aussah. Die Spezialeffekte der Folge wurden von Framestore kreiert.

### Musik
Daniel Pemberton, der Komponist der Folge, ließ sich während seiner Arbeit von Kompositionen Jerry Goldsmiths inspirieren und verglich den Soundtrack der Episode mit „Filmmusiken von zwei Produktionen, die langsam aufeinanderprallen“. Die Musik der Folge erinnere laut Pemberton an Star Trek und enthalte „weitere moderne und synthetische“ Aspekte. Sie wurde von einem 70-köpfigen Orchester aus Prag aufgenommen.

## Anspielungen
Die Folge enthält zahlreiche Anspielungen auf bekannte Science-Fiction-Serien und -Filme. Hierbei sind besonders die Anspielungen auf Star Trek zahlreich, da Charlie Brooker, William Bridges und Toby Haynes große Fans der Serie sind, weswegen sie darauf achteten, mehrere aus Raumschiff Enterprise bekannte Konzepte in die Handlung mit einzubauen. Deshalb richtete sich die optische Gestaltung des Sets nach Science-Fiction-Serien wie Star Trek oder Kampfstern Galactica. Um die zeitliche Entwicklung der Star-Trek-Fernsehserien beziehungsweise -Filme widerzuspiegeln, wurden die Anfangs-Szenen im Raumschiff zuerst wie die alten Produktionen auch in einem eher schlichten Szenenbild und 4:3-Format gedreht. Anschließend wurden ein Breitbildformat sowie ein moderneres Set-Design verwendet, letzteres ähnelt dem, welches auch im Film von J. J. Abrams genutzt wurde. Zudem wurde in den entsprechenden Szenen ein Dutch Angle verwendet, der in Serien der 1960er und somit auch Raumschiff Enterprise verwendet wurde. Brooker und Bridges bedienten sich beim Schreiben zudem einiger Elemente der Star-Trek-Parodie Galaxy Quest – Planlos durchs Weltall, in der es um gewöhnliche Bürger geht, die plötzlich Teil einer Science-Fiction-Umgebung werden, aus der sie vorerst nicht entkommen können.
Für die Sequenzen im Raumschiff wurde ein Stimmtrainer engagiert, der Jesse Plemons beibrachte, William Shatners Idiolekt möglichst genau zu imitieren. Plemons fokussierte sich dabei besonders auf Shatners häufige Sprechpausen mitten im Satz. Hierbei ist besonders der Bezug auf die Produktion Star Trek VI: Das unentdeckte Land erwähnenswert, da Daly zu Beginn der Folge den Befehl Fire gibt und dabei eine Faust unter sein Kinn legt, was Captain Kirk am Anfang des Films ebenfalls tut. Zudem hat Daly in der Realität dünner werdendes Haar, im Spiel aber eine volle Haarpracht, was eine Anspielung auf das Toupet ist, dass Shatner in Raumschiff Enterprise trug. Daly trägt außerdem unter seiner roten Jacke ein graues Hemd, dieselbe Kombination wie Captain Jean-Luc Picard in den späteren Staffeln der Star-Trek-Serie Raumschiff Enterprise – Das nächste Jahrhundert. Des Weiteren küsst Daly im Spiel Shania Lowry und Elena Tulaska. Lowry, deren Erscheinungsbild (lange, falsche Wimpern, Minirock-Uniform und Beehive-Frisur) an Nichelle Nichols’ Figur Uhura aus der Enterprise-Reihe angelehnt ist, ist wie die Darstellerin schwarz, weswegen ihr Kuss mit Daly auf den berühmt gewordenen Kuss zwischen Captain Kirk und Uhura in der Enterprise-Episode Plato’s Stepchildren (deutscher Titel Platons Stiefkinder) anspielt. Zudem trägt Lowry eine rote Uniform, da sie als erste stirbt, was auf die sogenannten Redshirts anspielt. Tulaska hat in Infinity ein blauhäutiges, außerirdisches Aussehen. Dies ist eine Anspielung auf eine andere Enterprise-Episode, in der Captain Kirk ein grünhäutiges Alien namens Marta küsst (Whom Gods Destroy, deutscher Titel Wen die Götter zerstören). Eine weitere Anspielung auf Charaktere des Star-Trek-Franchise ist das Verhalten von James Walton. Dieser ist zwar gegenüber Captain Daly äußerst gehorsam, allerdings bringt er seine Zweifel gelegentlich recht ironisch und offen zum Ausdruck, Eigenschaften, die er mit den Figuren Leonard McCoy und Montgomery Scott teilt. Steuermann Kabir Dudani trägt an seinem Kopf mehrere Geräte, die seine Wahrnehmung verstärken, was als Anspielung auf Geordi La Forges VISOR verstanden werden kann.
In USS Callister wird ebenfalls auf die aus dem Star-Trek-Franchise bekannte Technologie Bezug genommen. Die Crew der Callister gelangt durch Beamen auf fremde Planeten, benutzt eine Art Warp-Antrieb und feuert Torpedos ab, die an die sogenannten Photonentorpedos angelehnt sind.
Auch lassen sich Anspielungen auf Star Wars in der Episode finden, so stellt beispielsweise Captain Dalys Aufforderung Take that thing to the bridge ein direktes Zitat aus Krieg der Sterne dar. In der Szene, in der Cole zu sich kommt, wird der Raum auf eine Art und Weise erleuchtet, wie es auch im Trailer zu Rogue One: A Star Wars Story zu sehen ist. Schließlich ähnelt eine Röhre, in die Walton in einer Sequenz steigt, dem Röhrensystem, durch welches Luke Skywalker in Das Imperium schlägt zurück vor Darth Vader flüchtet.
USS Callister beinhaltet zwei Easter Eggs auf vorherige Black Mirror-Folgen: Das Gerät, mit dem das Einloggen in Infinity erfolgt, trägt den Schriftzug TCKR. Dies ist ein Technologiekonzern im Serienuniversum, der auch schon in San Junipero vorkam. Zudem sind die zwei Planeten Skillane IV und Rannoch, auf die die Crew reist, nach dem Verbrecherpaar Victoria Skillane und Iain Rannoch benannt, Figuren aus der zweiten Episode der zweiten Staffel White Bear (deutscher Titel Böse Neue Welt). Auf USS Callister selbst wird in Black Museum angespielt, der sechsten Folge der vierten Staffel. In besagtem Museum sind Dalys DNA-Scanner, mit dem er die Klone für sein Spiel erschafft, sowie der Lolli, den Waltons Sohn Tommy in einer Szene lutscht, zu sehen.

## Rezeption

### Kritikerstimmen

#### Positiv

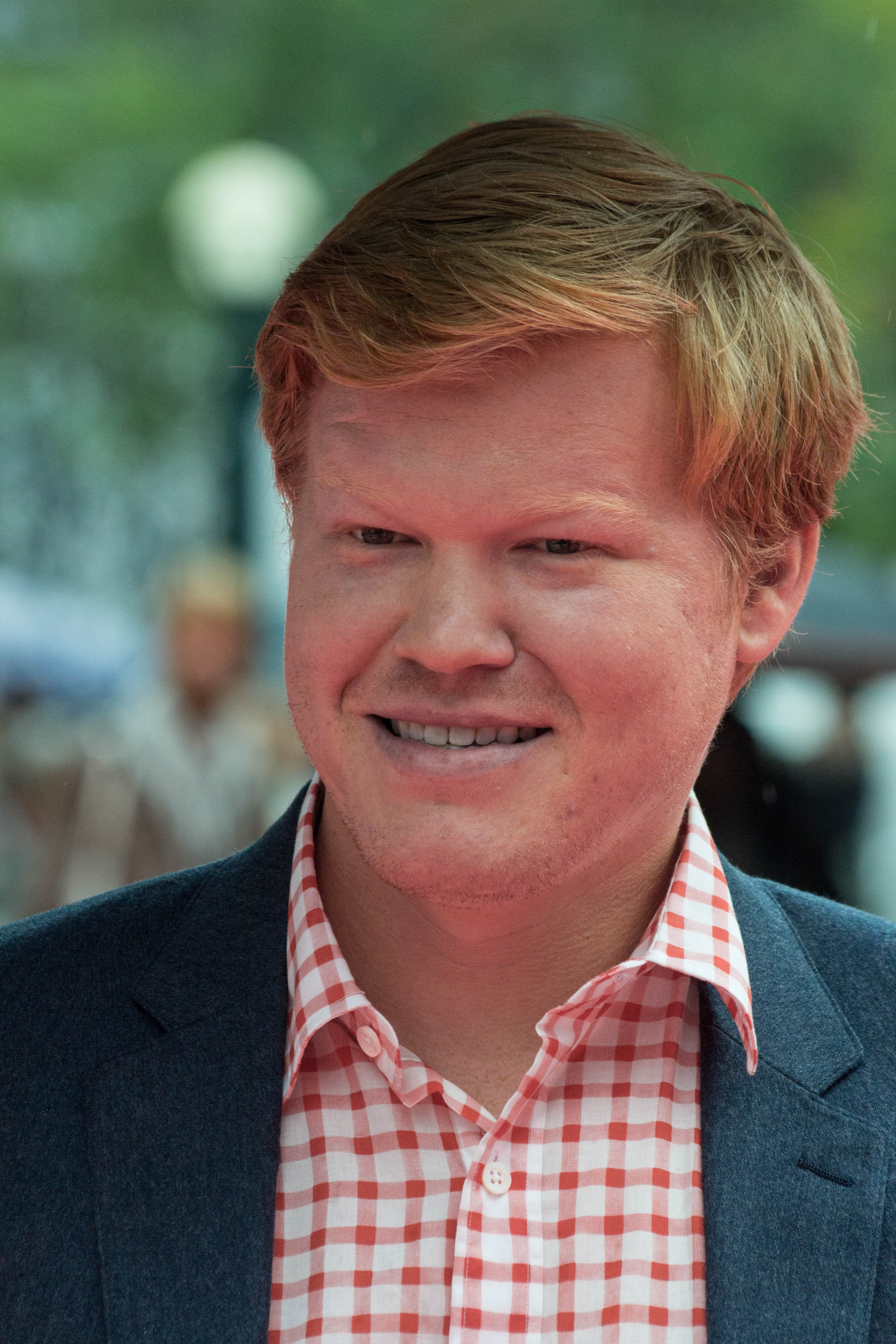
Plemons wurde für seine Darstellung der Hauptfigur Robert Daly vielfach gelobt.

USS Callister erfuhr mehrheitlich eine positive Resonanz, unter anderem wurde sie von Tristram Fane Saunders, einem Redakteur des Telegraph, mit vier von fünf Sternen bewertet. Saunders behauptete, das Folgenthema männlicher Machtmissbrauch sei „vorausahnend und aktuell“. Er äußerte sich jedoch negativ über die große Anzahl der Anspielungen, durch die die Zuschauer regelrecht „erschlagen“ würden. Saunders war zudem der Meinung, dass die Schlusssequenz zwar „für Black Mirror uncharakteristisch“ sei, die Handlung sei aber „die Art von Geschichte, die öfters erzählt werden sollte“. Saunders lobte Jesse Plemons als „perfekte Besetzung“ für Robert Daly, er hob dabei besonders sein Spiel von Dalys zwei Persönlichkeiten (Realität und Infinity) hervor.
Alec Bojalad von der Webseite Den of Geek vertrat eine ähnliche Meinung und schrieb, dass das Timing der Episode „genau richtig“ sei, er bewertete die Folge mit fünf von fünf Sternen. Er lobte zwar Jimmi Simpson als James Walton, für ihn sei allerdings Cristin Milioti als Nanette Cole die „wahre Offenbarung“ der Folge. Zudem äußerte sich Bojalad positiv zu der Optik der Episode, vor allem die Pastell-Kolorierung sei „hell und wunderschön“.
Laut Jacob Stolworthy, einem Redakteur der The Independent, mache die Handlung im Raumschiff beim Zusehen „viel Spaß“. Er äußerte sich positiv über die Leistung der Schauspieler, vor allem Jimmi Simpson und Michaela Coel, letztere „steche besonders heraus“. Er urteilte, dass die Länge der Folge aufgrund der umfassenden Science-Fiction-Umgebung gerechtfertigt sei, und bezeichnete USS Callister als die bislang „filmähnlichste“ Episode von Black Mirror.

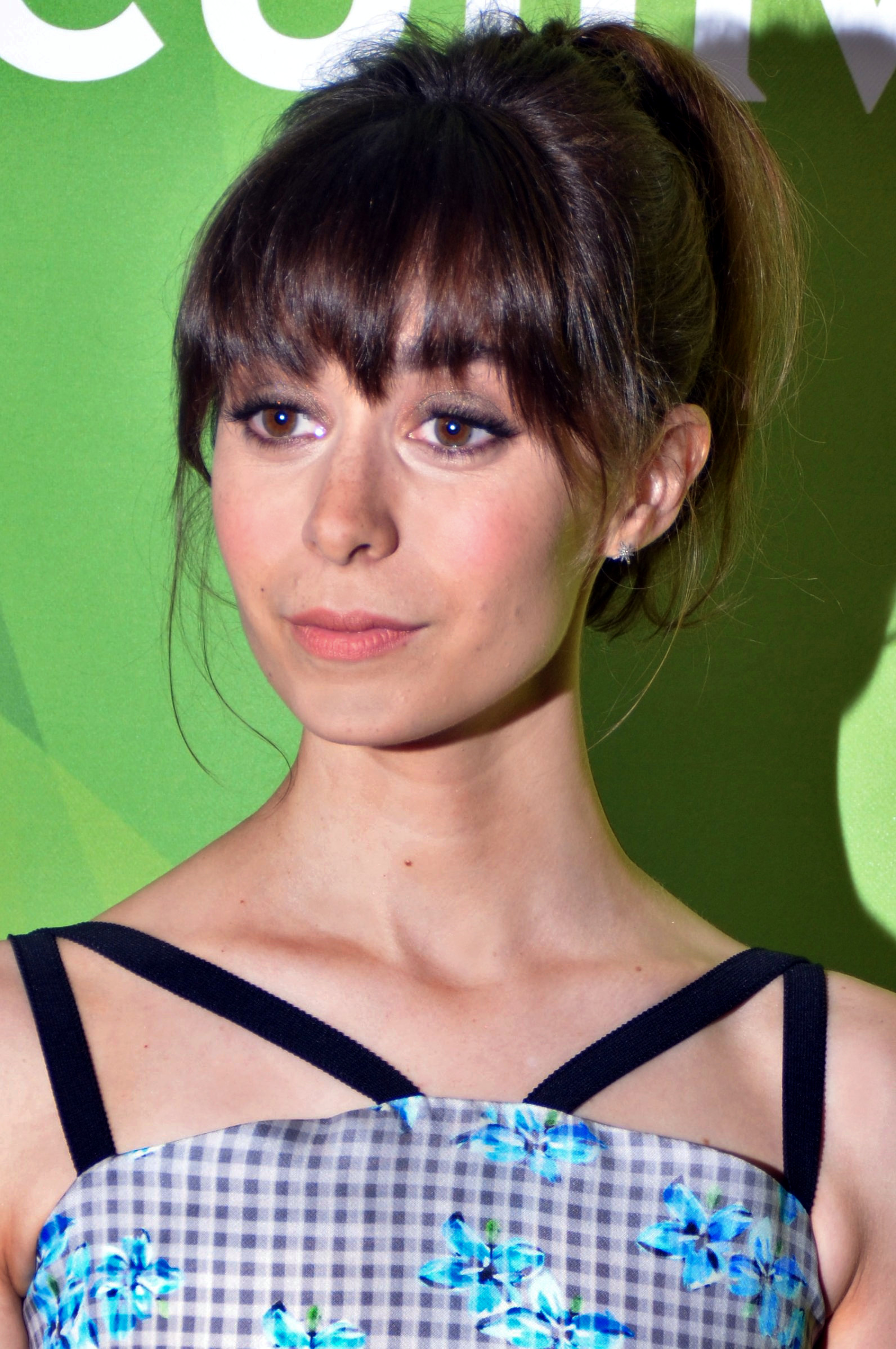
Auch Milioti und ihre Figur Nanette Cole wurden von Kritikern mehrheitlich positiv bewertet.

Darren Franich, ein Redakteur bei Entertainment Weekly, beschrieb die Folge als „verständnisvolle Parodie“ und „liebevolle Überspitzung“ auf Star Trek. Jesse Plemons’ Darstellung von Robert Daly fand bei Franich ebenfalls Anklang, zudem schrieb er, dass die Kameraführung denselben Effekt wie die von Raumschiff Enterprise einfange. Der einzige Kritikpunkt für Franich war die Szene, in der die Crew der Callister ihre Flucht vorbereitet: Das „schnelle Tempo“ der betreffenden Sequenz lasse die Erpressung der realen Nanette Cole „witzlos“ wirken und sei daher ein „zu einfacher Gag“.
Sassan Niasseri lobte in der deutschen Ausgabe des Rolling Stone Jesse Plemons’ Darstellung von Robert Daly, den er als „schmierigen Captain“ und „Zapp-Brannigan-Verschnitt“ bezeichnete. Laut ihm sei USS Callister nicht zuletzt wegen des Humors und der Anspielungen „ein spektakulärer Staffel-Auftakt“ und die „vielleicht lustigste“ Black-Mirror-Folge. Durch die Spannung des Höhepunkts fielen vereinzelte Logiklöcher, unter anderem die nicht näher beschriebene Klon-Technologie, kaum ins Gewicht.
Axel Schmitt, ein Redakteur der Webseite Serienjunkies.de, bewertete USS Callister mit vier von fünf Sternen. Laut ihm sei die Episode nur stellenweise eine „liebevolle Hommage an Raumschiff Enterprise“ und größtenteils ein „knallharter Psychothriller“. Die Flucht der Crew sei clever geschrieben und spannend inszeniert, das Ende für die Serie überraschend heiter. Ihm gefiel ebenfalls Plemons in der Hauptrolle, mit ihm habe Charlie Brooker den „Posterboy des sadistischen Nerds“ gefunden. Brooker sei es deshalb gelungen, ein für die Serie ungewöhnliches Experiment durchzuführen und zur Abwechslung einen eher lockereren Stoff umzusetzen.

#### Gemischt
Von Zack Handlen des The A.V. Club erhielt USS Callister ein A-. Er lobte zwar die Leistungen der Darsteller, die Optik der Folge sowie das Thema der Handlung, allerdings ist er der Ansicht, dass das Ende „unvermittelt und hastig“ wirke, zudem verliere die Episode an Spannung, da sie etwas zu viel Wert darauf lege, den Zuschauern zu gefallen („a little too eager to please“), des Weiteren bezeichnete er die in der Folge dargestellte Klon-Technologie als Magie, die man entweder akzeptiert oder ablehnt („magic that you either go with or you don’t“).
Jacob Oller von der Webseite Paste behauptete, die „durcheinander gemischten Metaphern“ würden positive Aspekte der Handlung „überdröhnen“. Zudem fielen die Anspielungen „plump“ aus und „überschatteten“ daher die Botschaft der Folge. Des Weiteren kritisierte Oller die nach seiner Ansicht nach vorhandenen „Logiklöcher“ sowie ausufernde Science-Fiction-Regeln und anderen Unsinn („sprawling sci-fi rules and nonsense“), unter anderem das Klonen per DNA-Proben. Dafür lobte er die komischen Momente, die „viel besser als die eigentliche Handlung“ seien.
Emily Todd VanDerWerff von der Webseite Vox kritisierte, dass in der Folge nicht genau erklärt wird, wie das Klonen funktionierte. Zudem behauptete sie, dass die Szene, in der Waltons Sohn vorkommt, die Folge nur „unnötig in die Länge“ ziehe. Dafür lobte VanDerWerff den Fluchtplan der Crew, den sie mit einem „Gefängnisausbruch wie aus einem Film“ verglich, und schrieb des Weiteren, dass Plemons eine großartige Parodie auf William Shatner mit einem langsam aufkeimendem Hassgefühl („He blends a surprisingly great William Shatner riff with a slow-building sense of odiousness“) vermische. Jedoch beklagte VanDerWerff, dass viele der Nebenfiguren lediglich „skizzenhaft“ präsentiert würden.
Adam Starkey von der britischen Boulevardzeitung Metro behauptete, dass das weitreichende Folgen-Universum ein Beweis dafür ist, dass sich Black Mirror noch weiterentwickeln kann. Ihm missfielen dafür die Handlungssprünge am Anfang der Episode, die „etwas unbeholfen“ seien, zudem ziehe sich die Folge „gelegentlich etwas hin“. Allerdings äußerte er sich positiv über Jimmi Simpson Darstellung von James Walton, den er als „emotionalen Mittelpunkt“ der Episode bezeichnete, sowie über das Ende, das er als „wunderbar trostlos“ beschrieb.

### Interpretationen

#### Literarische Inspiration
Ryan Britt, ein Redakteur der Webseite Inverse, sieht in USS Callister Elemente der, wie er sie beschreibt, „bissigen und scharfsinnigen“ Science-Fiction-Literatur der 1960er Jahre. Er zieht dabei besonders Parallelen zu der 1967 erschienenen Kurzgeschichte Ich muss schreien und habe keinen Mund (Originaltitel I Have No Mouth, and I Must Scream) des US-amerikanischen Schriftstellers Harlan Ellison. USS Callister sei eine Pastiche zur Ellison-Geschichte, da in beiden Werken Menschen in einer virtuellen Umgebung gefoltert werden und nicht in der Lage sind zu fliehen oder zu sterben. Zudem ähnle der Antagonist der Kurzgeschichte, eine Art „Supercomputer“, Daly, da dessen Methoden im Verlauf der Handlung immer brutaler werden, beispielsweise wird am Ende der Geschichte eine Figur in eine gallertartige Masse verwandelt. Außerdem entfernt Daly gelegentlich die Münder der Crewmitglieder, die seinen Befehlen nicht folgen, was ebenfalls ein Indiz für die Ähnlichkeit zu Ich muss schreien und habe keinen Mund darstelle. Allerdings bedeute dies laut Britt nicht, dass USS Callister eine direkte Kopie der Kurzgeschichte sei. Dagegen sprächen zentrale erzählerische Unterschiede in der Handlung und die Tatsache, dass Daly kein Computer, sondern ein Mensch ist. Stattdessen würde die Folge das Konzept der Geschichte geschickt mit Anspielungen auf zeitgenössische Science-Fiction-Erzähltechniken aktualisieren. Zudem stellten die Seitenhiebe auf Star Trek auch eine Verbindung mit Ellison dar, da dieser für Raumschiff Enterprise mehrere (inzwischen recht bekannte) Episoden verfasste, sich aber in späteren Jahren sehr offen darüber beklagte, wie stark diese von Gene Roddenberry umgeschrieben wurden.

#### Subversive Erzähltechnik und Metaphern für Trolling
Laut Dana Schwartz, einer Redakteurin der Entertainment Weekly, umgeht die Folge einen üblichen Tropus in (US-amerikanischen) Werken der Popkultur: Eigentlich ist Daly ein typischer underdog character, also eine Figur, die nicht wie ein typischer heldenhafter Protagonist auftritt, sondern ein Außenseiter ist. Die Geschichte müsste demzufolge traditionell eigentlich davon handeln, wie sich Daly den Respekt seiner Kollegen verdient und aus Waltons Schatten springt. Zudem trifft er auf die attraktivere und jüngere Cole, die im Gegensatz zu allen anderen Charakteren seine Intelligenz würdigt, was häufig in Hollywood-Filmen vorkomme, wie es Saunders beschreibt. Deshalb sei der Zuschauer zunächst auf Dalys Seite. Allerdings werden entgegen der mutmaßlichen Erwartungen Daly und Cole kein Paar. Vielmehr klont Daly seine Kollegen einschließlich Cole. In seinem Spiel-Mod kommandiert er seine Crew herrisch herum, verhängt drakonische Strafen und kümmert sich nicht um die Gefühle der Mitglieder, weshalb er den Antagonisten darstellt. Deswegen sieht Ryan Lambie der Webseite Den of Geek in der Figur Robert Daly Parallelen zu Internet-Trollen, denen ihr Handeln Spaß mache und die es ebenfalls nicht kümmere, was für Konsequenzen ihr Verhalten haben könnte. Laut Charles Bramesco von der New York sei Daly wie Nerds, die gemobbt wurden und selbst zu Mobbern werden („assume the role of the bully after being bullied“).

#### Metaphern für Sexismus
Britt ist der Ansicht, dass USS Callister Sexismus in Raumschiff Enterprise selbst sowie in Fankreisen der Serie kritisiere. Er schildert, dass Dalys Verhalten eine Metapher dafür sei, wie Eskapismus unter Mitgliedern sehr großer Fandoms zu Fantasien führen könne, die krankhaft und psychotisch seien („the script also skewers how escapism in extremely popular fandoms actually has a dark side: fantasies can create pathological and psychotic behavior“). Die Episode sei daher eine strenge Warnung an ältere Fans, mit ihrem Enthusiasmus für die Serie nicht zu übertreiben („It’s more like a stern warning for the show’s older fans to not take their enthusiasm too far“). Jared Whitley schreibt auf der Star-Trek-Fanseite Trek Movie, dass die Episode eine grausame Parodie und ein misandristischer Angriff auf männliche Science-Fiction-Fans („a cruel parody and even a misandrous attack on male science-fiction-fans“) sei.
Schwartz behauptet, bestimmte Verhaltensweisen von Daly würden der sogenannten Toxic masculinity entsprechen, die sich häufig unter Gamern und der Alt-Right-Bewegung beobachten ließe. Viele Geeks sähen sich zwar ähnlich wie Daly als Opfer sogenannter Jocks, attraktiver, sportlicher und beliebter Männer. Dieses Thema sei in Filmen der 1980er und 1990er Jahren, beispielsweise Die Rache der Eierköpfe, oft behandelt worden. Allerdings seien Geeks heutzutage keine Außenseiter mehr. Vielmehr würden sie wie im Silicon Valley milliardenschwere Firmen aufbauen, die „für weibliche Angestellte toxisch“ seien. Sie seien wie Daly auch mit dem Gedanken aufgewachsen, Opfer zu sein, weshalb sie das Ausmaß ihrer eigenen, meistens gegen Frauen gerichteten Schikanen nicht bemerkten („they are a generation of boys who grew up thinking they’re the victims, never grasping the extent to which they’ve become the bullies“).
Bramesco beschreibt, dass Daly zwar seine weiblichen Crewmitglieder nicht vergewaltige, allerdings ein Verhalten an den Tag lege, das in der Rape Culture nicht ungewöhnlich sei: Anspruchsmentalität, eine „verzerrte“ Vorstellung von Macht sowie Missfallen über jeglichen Ungehorsam, alles Eigenschaften von Daly, seien das „psychologische Fundament“ dieser Kultur. Saunders bezeichnet die Episode als scharfen Angriff auf ein männerdominiertes Genre („a sharp attack on an entire genre of male-driven narrative“) und zieht Parallelen zwischen dem sexistischen Captain Daly, der die Frauen auf dem Schiff ohne deren Einwilligung küsst, und Harvey Weinstein. Sara Moniuszko, eine Redakteurin der USA Today, kommt zu einem ähnlichen Schluss, da Daly wie Weinstein seine hauptsächlich weiblichen Unterlegenen bedrohe, wenn sie sich ihm nicht fügten.

#### Rolle von Walton
Jess Joho schreibt in der Mashable, dass Walton wahrscheinlich der „wahre Held“ der Folge sei, da er sich freiwillig meldet und den beschädigten Antrieb der Callister repariert, damit die Crew ihre Flucht fortsetzen kann, wobei er aufgrund seiner schweren Verbrennungen vermutlich sein Leben lasse, da er sich nicht unter der restlichen Crew im unmodifizierten Spiel befinde. Dieser Ansicht widerspricht Jimmi Simpson, der die Figur darstellt, da Waltons Egoismus und Rücksichtslosigkeit gegenüber Daly diesen erst dazu gebracht hätten, sich an Walton und seinen Kollegen zu rächen. Laut Simpson repariere Walton den Antrieb nicht aus Selbstlosigkeit, sondern um vor den anderen „gut da zustehen“. Zudem ist Simpson der Meinung, dass Waltons Verletzungen nicht tödlich waren und er im Gegensatz zum restlichen Mod nicht gelöscht und deswegen für immer unter großen Schmerzen leiden und in einer Art „großem Nichts“ gefangen sein wird.

### Auszeichnungen und Nominierungen
| Tabellarische Liste der Nominierungen und Auszeichnungen | Tabellarische Liste der Nominierungen und Auszeichnungen | Tabellarische Liste der Nominierungen und Auszeichnungen                                       | Tabellarische Liste der Nominierungen und Auszeichnungen                                                 | Tabellarische Liste der Nominierungen und Auszeichnungen | Tabellarische Liste der Nominierungen und Auszeichnungen |
| Jahr                                                     | Auszeichnung                                             | Kategorie                                                                                      | Nominierte & Preisträger                                                                                 | Ergebnis                                                 | Ref.                                                     |
| -------------------------------------------------------- | -------------------------------------------------------- | ---------------------------------------------------------------------------------------------- | --- | -------------------------------------------------------- | -------------------------------------------------------- |
| 2018                                                     | Emmy Award                                               | Outstanding Television Movie                                                                   | Annabel Jones, Charlie Brooker, Louise Sutton                                                            | Gewonnen                                                 | [ 41 ]                                                   |
| 2018                                                     | Emmy Award                                               | Outstanding Sound Editing For A Limited Series                                                 | Kenny Clark, Michael Maroussas, Matthew Skelding, Dillon Bennett, Dario Swade, Ricky Butt, Oliver Ferris | Gewonnen                                                 | [ 42 ]                                                   |
| 2018                                                     | Emmy Award                                               | Outstanding Writing For A Limited Series                                                       | William Bridges, Charlie Brooker                                                                         | Gewonnen                                                 | [ 43 ]                                                   |
| 2018                                                     | Emmy Award                                               | Outstanding Lead Actor In A Limited Series Or Movie                                            | Jesse Plemons                                                                                            | Nominiert                                                | [ 44 ]                                                   |
| 2018                                                     | Emmy Award                                               | Outstanding Cinematography For A Limited Series                                                | Stephan Pehrsson                                                                                         | Nominiert                                                | [ 45 ]                                                   |
| 2018                                                     | Emmy Award                                               | Outstanding Single-Camera Picture Editing For A Limited Series                                 | Selina MacArthur                                                                                         | Gewonnen                                                 | [ 46 ]                                                   |
| 2018                                                     | Emmy Award                                               | Outstanding Music Composition For A Limited Series, Movie Or Special (Original Dramatic Score) | Daniel Pemberton                                                                                         | Nominiert                                                | [ 47 ]                                                   |
| 2018                                                     | Golden Reel Awards                                       | Episodic Longform – Dialogue/ADR                                                               | Kenny Clark, Michael Maroussas                                                                           | Gewonnen                                                 | [ 48 ]                                                   |
| 2018                                                     | Golden Reel Awards                                       | Episodic Longform – Effects/Foley                                                              | Kenny Clark                                                                                              | Nominiert                                                | [ 48 ]                                                   |
| 2018                                                     | Saturn Award                                             | Best Guest-Starring Performance on Television                                                  | Jesse Plemons                                                                                            | Nominiert                                                | [ 49 ]                                                   |
| 2018                                                     | BAFTA                                                    | Supporting actor                                                                               | Jimmi Simpson                                                                                            | Nominiert                                                | [ 50 ]                                                   |
| 2018                                                     | MTV Movie Awards                                         | Most Frightened Performance                                                                    | Cristin Milioti                                                                                          | Nominiert                                                | [ 51 ]                                                   |
| 2018                                                     | Hugo Award                                               | Best Dramatic Presentation, Short Form                                                         | Folge USS Callister                                                                                      | Nominiert                                                | [ 52 ]                                                   |

## Fortsetzung
Am 10. April 2025 wurde auf Netflix im Rahmen der siebten Staffel der Serie eine Fortsetzung der Folge mit dem Titel USS Callister: Willkommen bei Infinity (Originaltitel USS Callister: Into Infinity) veröffentlicht. Sie ist damit die erste Fortsetzung einer früheren Episode der Serie. Regie führte erneut Toby Haynes, von den Darstellern kehrten Milioti, Simpson, Magnussen, Brooks, Ikhile und Raymond in ihre jeweiligen Rollen zurück. Coel konnte hingegen aufgrund anderweitiger Verpflichtungen nicht an der Folge mitwirken. Die Episode handelt vom Leben der Callister-Crew in der nun monetarisierten Infinity-Spielwelt.